# Herzhausen (Westrum)
Die Burg Herzhausen ist ein abgegangener Häuptlingssitz nordwestlich von Westrum in der Gemeinde Wangerland im niedersächsischen Landkreis Friesland.

## Geschichte
Eine Burg in Herzhausen (damals "Heddechhusen") wird im Grundregister des Hicko Boing von Dykhausen und Werdum aus dem 15. Jahrhundert erwähnt. Hicko war der Bruder von Edo Boing, dem Begründer der Herrlichkeit Gödens. In der Aufstellung beschreibt er die Herkunft seiner Güter bis zu fünf Generationen zurück. So war um 1300 neben der Reiseburg auch eine Burg in Herzhausen im Besitz eines Tyard Hillersen. Die Burg vererbte er seiner Tochter Hise, die kinderlos starb. Deshalb fiel die Burg an den Sohn ihrer Schwester, Popke Idzeken. Über diesen ging die Burg an den Enkel Hero Tansen, der wiederum der Schwiegervater Hicko Boings war. Das weitere Schicksal der Burg ist nicht bekannt. Sie scheint aber schon frühzeitig zerstört oder aufgegeben worden zu sein.

## Beschreibung
Auf der Wurt stand höchstwahrscheinlich ein Steinhaus, von dem aber oberflächlich keine Spuren mehr vorhanden sind. Es könnte schon im 14. oder am Anfang des 15. Jahrhunderts zerstört worden sein. Die Burgstelle zeichnet sich heute als 80 × 70 m große Gehöftwurt ab, die von einer unregelmäßigen und streckenweise verfüllten Gräfte umgeben ist. Das Hofgebäude stand früher weiter nördlich als heute.